# ده رستغار (كوه بنج)
ده رستغار (بالفارسية: ده رستگار) هي قرية تقع في إيران في البلدة المركزية. يقدر عدد سكانها بـ 42 نسمة .